# Eosimias
†Eosimias – rodzaj wymarłych ssaków naczelnych odkrytych w 1999 w Chinach, uważanych za praprzodków małp wąskonosych (Catarrhini). Żyły ok. 45-40 mln lat temu.
Dotychczas opisano cztery gatunki:
- †Eosimias sinensis
- †Eosimias centennicus
- †Eosimias dawsonae
- †Eosimias paukkaungensis